# Memorial de los Mártires de Çanakkale

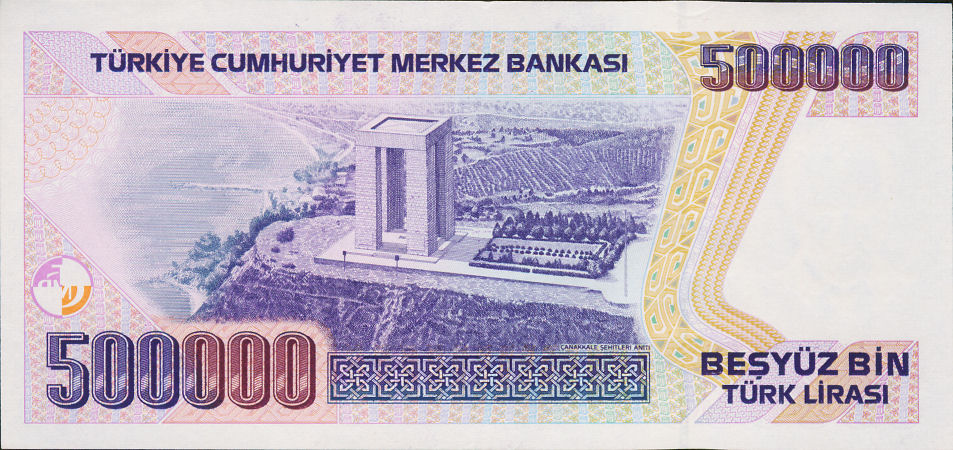
Reverso de 500 000 liras turcas (1993-2005)-

Memorial de los Mártires de Çanakkale (en idioma turco: Çanakkale Şehitleri Anıtı) es un monumento de guerra que conmemora el servicio de unos 253,000 soldados turcos que participaron en la batalla de Galípoli, que tuvo lugar entre abril de 1915 y diciembre de 1915 durante la Primera Guerra Mundial. Se encuentra dentro del Parque Nacional Histórico de la Península de Galípoli, en una colina situada en el extremo sur de la península de Galípoli, en la provincia de Çanakkale, en Turquía.
El monumento se representó en el reverso de los billetes turcos de 500 000 liras de 1993-2005.

## Diseño y construcción

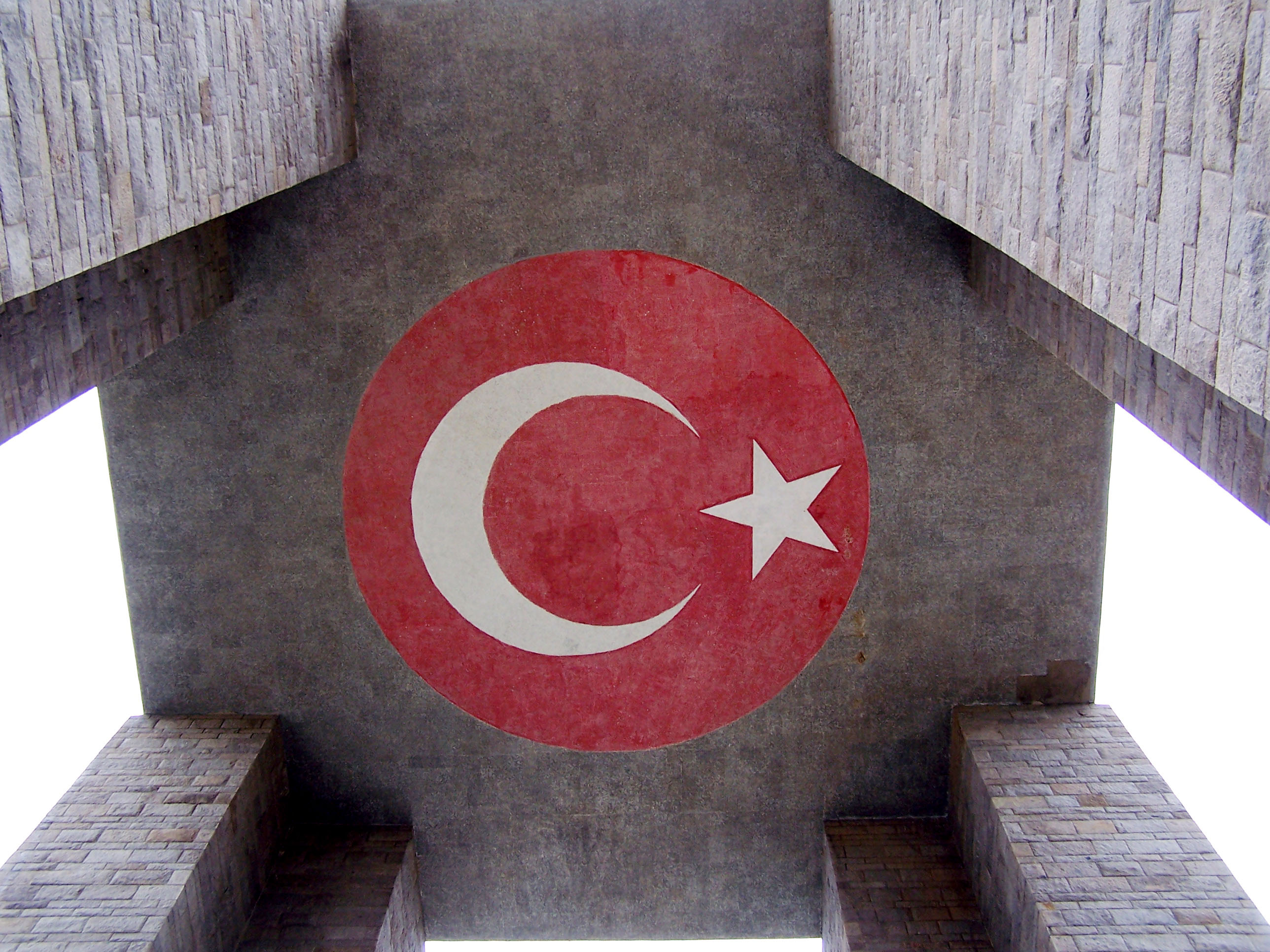
La bandera turca fue pintada en el techo del monumento.

Para la construcción de un monumento en Galípoli, se convocó un concurso de arquitectura en 1944. El diseño de los arquitectos Doğan Erginbaş, Ismail Utkular y el ingeniero civil Ertuğrul Barla ganó el concurso oficial. La construcción del monumento se decidió en 1952, y la primera piedra fue colocada el 19 de abril de 1954. Los problemas financieros ocasionaron la interrupción de las obras varias veces. La estructura principal se completó el 15 de marzo de 1958. Mientras tanto, el diario turco Milliyet comenzó una campaña de apoyo financiero en todo el país, y el monumento se inauguró oficialmente el 21 de agosto de 1960.
El monumento de 41,70 m de alto tiene la forma de cuatro columnas cuadradas de 7,5 m de ancho con un espacio de 10 m entre sí, rematado por una losa de hormigón de 25 por 25 m. La enorme estructura es muy visible durante el paso por los Dardanelos. El museo debajo del monumento se abrió más tarde y los bajorrelieves en las columnas se completaron después. Situado al norte del monumento, en 1992 se estableció un cementerio de guerra que contenía los restos de 600 soldados turcos.
Publicado en el sitio, hay una inscripción con versos del himno nacional turco de Mehmet Akif Ersoy, que recuerda a los visitantes:

No ignore el suelo sobre el que caminó, 

no es un suelo ordinario. 

Reflexiona sobre los miles de personas que se encuentran debajo 

sin una mortaja. 

Eres el hijo de un mártir: 

no lastimes a tu antepasado, 

no regales esta hermosa patria, 

incluso si tienes todo el mundo.

## Museo
Dentro del museo, situado debajo del monumento, se encuentran más información y artefactos históricos que ilustran la magnitud de la batalla de Galipoli, en contra de las potencias aliadas: el Cuerpo de Ejército británico, francés, australiano y neozelandés (ANZAC). Artículos originales personales y militares, como cubiertos, un conjunto de dientes postizos, botones de vestir, hebillas de cinturón, escudos de francotirador y fotografías encontradas en el campo de batalla, se exhiben en el museo.

## El 57.º Regimiento Memorial
En 1992 se inauguró un monumento conmemorativo de los soldados y oficiales del famoso Regimiento 57 de la 19 División, que fueron muertos en acción. Es una torre de tres pisos con una inscripción en relieve de la famosa frase del teniente coronel Mustafa Kemal que ordenó a sus soldados que se habían quedado sin municiones y no tenían nada más que bayonetas, la mañana del 25 de abril de 1915 para encontrarse con los ANZAC en las laderas que conducían desde la playa hasta las alturas de Chunuk Bair (Conkbayırı):

"No te ordeno atacar, te ordeno que mueras".

Como señal de respeto, no hay ningún regimiento número 57 en el ejército turco moderno.